# Marvins Room
"Marvin's Room" é uma canção do rapper Drake. A primeira música estreou em seu blog oficial em outubro no dia 9 de junho de 2011. Em seguida, ganhou popularidade considerável sobre vários formatos nas rádio. O single está confirmado para ser incluído no Take Care, o seu segundo álbum, apesar de não servir como seu primeiro single do álbum. "Marvin's Room" foi lançado no iTunes em 22 de julho de 2011 e alcançou o número 32 do Quadro Mediabase, o número 21 na Billboard Hot 100 e número 23 nas paradas Hip-Hop e R & B.

## Desempenho nas paradas musicais
| Tabela musical (2011)              | Melhor Posição |
| ---------------------------------- | -------------- |
| Reino Unido - UK Singles Chart     | 102            |
| Reino Unido - UK R&B Chart         | 37             |
| Estados Unidos - Billboard Hot 100 | 21             |
| Estados Unidos - R&B/Hip-Hop Songs | 16             |